# Brandon Powell
Brandon Powell (Deerfield Beach, 12 settembre 1995) è un giocatore di football americano statunitense che milita nel ruolo di wide receiver per i Minnesota Vikings della National Football League (NFL).

## Carriera

### Detroit Lions
Powell firmò con i Detroit Lions dopo non essere stato scelto nel Draft NFL 2018. Il 30 dicembre partì come titolare al posto di Kenny Golladay e ricevette 6 passaggi per 103 yard contro i Green Bay Packers.
Il 31 agosto 2019, Powell fu svincolato dai Lions.

### Atlanta Falcons
Il 2 settembre 2019, Powell firmò con la squadra di allenamento degli Atlanta Falcons. Il 5 novembre fu promosso nel roster attivo.

### Buffalo Bills
Powell firmò con i Buffalo Bills un contratto di un anno il 26 marzo 2021. Fu svincolato il 30 agosto 2021.

### Miami Dolphins
Il 2 settembre 2021, Powell firmò con la squadra di allenamento dei Miami Dolphins. Fu svincolato il 12 ottobre.

### Los Angeles Rams
Il 4 novembre 2021, Powell firmò con la squadra di allenamento dei Los Angeles Rams. Il 26 dicembre 2021 in una gara contro i Minnesota Vikings, Powell ritornò un punt per 61 yard in touchdown che rivelò un'azione chiave per la vittoria dei Rams e la matematica conquista di un posto nei playoff. Per questa prestazione fu premiato come giocatore degli special team della NFL della settimana. Il 13 febbraio 2022 Powell vinse il Super Bowl LVI contro i Cincinnati Bengals dove scese in campo da subentrato.

### Minnesota Vikings
Il 22 marzo 2023 Powell firmò con i Minnesota Vikings.

## Palmarès
- Super Bowl : 1

Los Angeles Rams: LVI
- National Football Conference Championship: 1

Los Angeles Rams: 2021